# Cordovilla la Real
Cordovilla la Real is een gemeente in de Spaanse provincie Palencia in de regio Castilië en León met een oppervlakte van 38,81 km². Cordovilla la Real telt 99 inwoners (1 januari 2016).

## Demografische ontwikkeling
Bron: INE, 1857-2011: volkstellingen